# 藤波號驅逐艦
藤波號驅逐艦是大日本帝國海軍夕雲型驅逐艦的第十一號艦。

## 服役生涯
1943 年 11 月 5 日，在拉包爾遭受的一次空袭中，本艦遭一枚未爆炸魚雷損壞，造成 1 人死亡、9 人受傷。而後本艦参加了菲律宾海海战。
在莱特湾海战中，本艦在栗田健男海軍中將指揮的第一游擊艦隊中擔任護衛任務，在10月24至25日的空襲中因近失彈與掃射而輕微受損傷。
在 10 月 25 日的萨马岛海战中，本艦救助鳥海號重巡洋艦，接上鳥海號的倖存艦員後，用鱼雷击沉了鳥海號。被擊沉的美軍甘比爾灣護航航空母艦的一些倖存者表示，當他們在海面漂流經過藤波號時，艦長松崎辰治中佐制止了他的部下向美軍，据称有人看到他们向美国水兵敬礼。
10月27日，藤波號前往救助早霜號驅逐艦時，被美軍埃塞克斯號航空母艦的艦載機擊沉於伊洛伊洛以北約80英里（130公里）處（12°0′N 122°30′E / 12.000°N 122.500°E），艦員與由本艦救助者皆無人生還。